# Zatoka Nagajewa
Zatoka Nagajewa (ros. Бухта Нагаева, buchta Nagajewa) – zatoka położona w północnej części Morza Ochockiego, wzdłuż wybrzeży Rosji, w obwodzie magadańskim. Jest częścią Zatoki Taujskiej. Ma 16 km długości, jest osłonięta od wszystkich wiatrów poza zachodnimi. Pływy morskie w zatoce osiągają do 4 metrów wysokości. Zatoka jest uważana za najlepsze miejsce do kotwiczenia statków na Morzu Ochockim, ponieważ wcina się głęboko w ląd i jest osłonięta od sztormów Morza Ochockiego przez górzysty półwysep. Na jej wybrzeżu leży miasto portowe Magadan. Została nazwana w 1912 roku na cześć rosyjskiego kartografa i hydrografa, admirała Aleksieja Iwanowicza Nagajewa. Linia brzegowa zatoki jest słabo rozwinięta. Brzegi zatoki są strome, a podczas odpływu odsłaniają się wąskie piaszczyste łachy. Latem zatoka jest popularnym miejscem do łowienia ryb, takich jak mintaj, stynka i jazgarz, natomiast zimą odbywa się na niej wędkarstwo podlodowe i morsowanie.